# Vlag van Ballum

Vlag van Ballum

De vlag van Ballum is de dorpsvlag van het Nederlandse dorp Ballum, op het Friese eiland Ameland.  Deze vlag is ontworpen door R.J. Broersma. De vlag werd in 2015 geregistreerd.

## Beschrijving
De beschrijving van de vlag is als volgt:
Een blauwe hijs van 1/3 vlaglengte, belegd met de burcht en de kam van het schild, alles van geel; een vlucht van zeven even hoge banen van geel en zwart.

De kleuren zijn afkomstig van het dorpswapen.

## Symboliek
- Burchttoren: staat symbool voor het Camminghaslot, een state die bewoond werd door de familie Van Cammingha. Leden van dit geslacht bestuurden Ameland van 1486 tot 1680 als vrijheer.[3]

Kam: ontleend aan het wapen van de familie Van Cammingha.
- De kleurstelling is overgenomen van het wapen van Ameland.[2]